# Boubovia
Boubovia is een geslacht van schimmels behorend tot de familie Ascodesmidaceae. De typesoort is Boubovia luteola.

## Soorten
Volgens Index Fungorum bestaat het geslacht uit zeven soorten (peildatum januari 2023): 
| Soortnaam             | Auteur(s)                               | Publicatiejaar |
| --------------------- | --------------------------------------- | -------------- |
| Boubovia ascoboloides | (Korf & W.Y. Zhuang) Y.J. Yao & Spooner | 1996           |
| Boubovia gelatinosa   | M. Zeng, Q. Zhao & K.D. Hyde            | 2019           |
| Boubovia luteola      | Svrček                                  | 1977           |
| Boubovia nicholsonii  | (Massee) Spooner & Y.J. Yao             | 1996           |
| Boubovia ovalispora   | (Boud.) Van Vooren                      | 2017           |
| Boubovia subprolata   | (Korf & W.Y. Zhuang) Y.J. Yao & Spooner | 1996           |
| Boubovia vermiphila   | Brumm. & R. Kristiansen                 | 1999           |